# Nemesia caementaria
Espèce
Synonymes
- Aranea sauvagesii Dorthes, 1794 nec Rossi, 1788
- Aranea caementaria Latreille, 1799
- Nemesia caementaria germanica Ausserer, 1871

Nemesia caementaria, La Mygale maçonne est une espèce d'araignées mygalomorphes de la famille des Nemesiidae.

## Distribution
Cette espèce se rencontre en Europe du Sud :
- au Portugal[2] ;
- en Espagne[2] ;
- en France dans le Sud[3] ;
- en Italie[3] ;
- en Slovénie[4] ;
- en Croatie[3] ;
- en Bulgarie dans l'Órvilos[5].

Sa présence est incertaine en Grèce.
Dans les Pyrénées-Orientales, on la rencontre au sein de l'arrière pays de la Côte Vermeille, à l'extrémité de la chaîne des Albères, principalement sur les communes de Collioure et Banyuls-sur-Mer sur le même territoire que deux autres mygales de la même famille, Nemesia simoni et Nemesia dubia. On la trouve aussi dans l'Aude et dans l'Hérault.

## Description
La femelle de Nemesia caementaria mesure de 17,5 à 20 mm et le mâle 12 mm. Les femelles pourraient vivre jusqu'à vingt ans, les mâles ayant peut-être une durée de vie beaucoup plus brève.

## Comportement
La femelle de Nemesia caementaria ainsi que les jeunes ayant déjà construit leur propre terrier estivent, ce qui signifie qu'ils s'enferment dans leur terrier en bloquant la trappe menant vers l'extérieur et, ce, de fin juin jusqu'aux premières pluies de septembre ou d'octobre.
Harro Buchli a étudié l'éthologie de cette mygale au Laboratoire Arago dans les environs de Banyuls-sur-Mer,,,,.

## Reproduction
Jacques Denis a observé que les femelles pouvaient procéder à deux pontes dans une saison.

## Systématique et taxinomie
Cette espèce a été décrite sous le protonyme Aranea caementaria par Latreille en 1799. Elle est placée dans le genre Nemesia par Ausserer en 1871.

## Étymologie

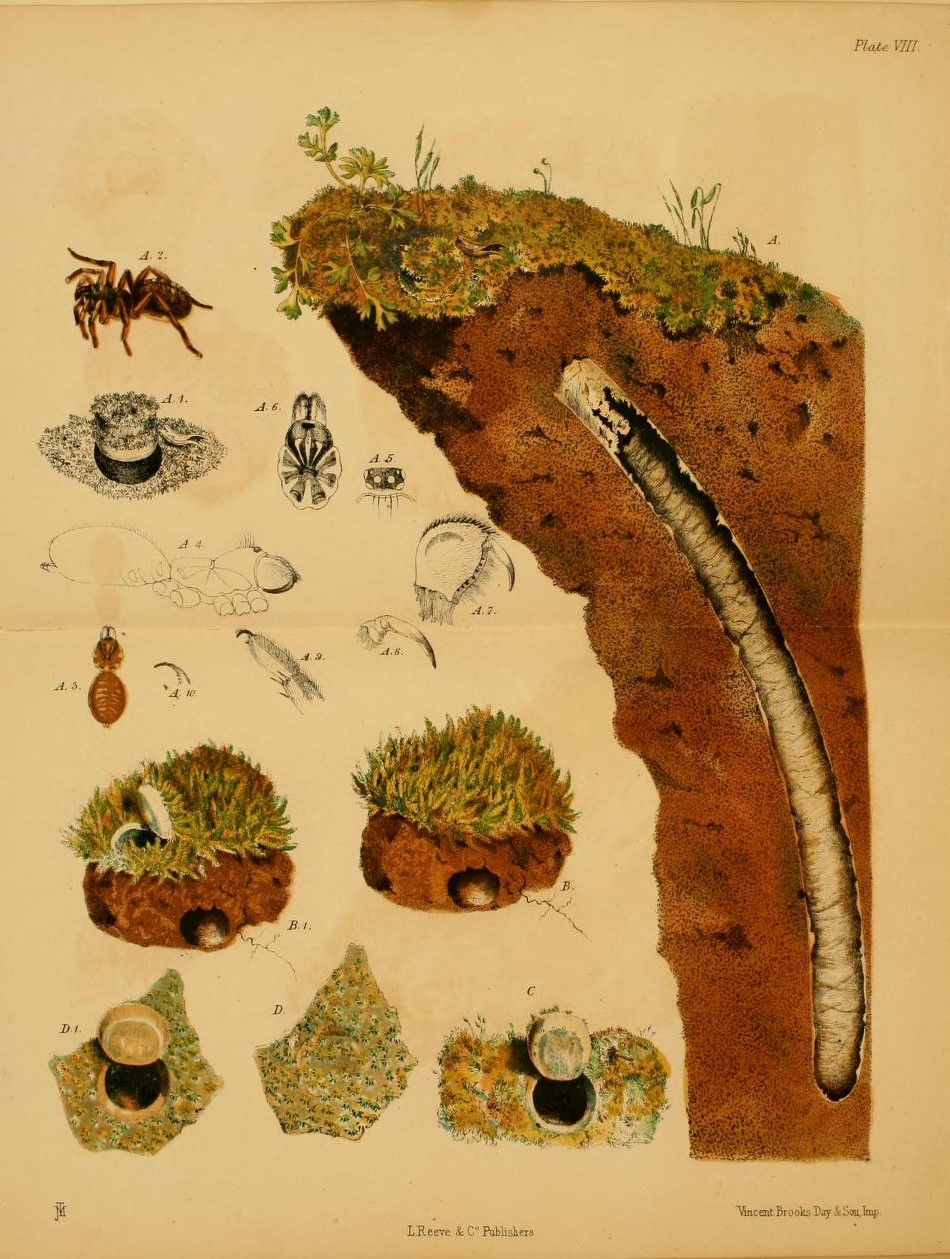
terrier de Nemesia caementaria

Son nom d'espèce, caementaria ce qui signifie maçonne, lui a été donné car elle construit des terriers à opercules élaborés.

## Publication originale
- Latreille, 1799 : Mémoire sur les araignées mineuses. Mémoires de la Société d'Histoire Naturelle de Paris, vol. 1, an VII, p. 118-128.